# Ziyed Chennoufi
Ziyed Chennoufi (in arabo زياد شنوفي‎?, Ziyād Shannūfī; Hagen, 29 novembre 1988) è un cestista tunisino con cittadinanza tedesca.

## Carriera
Con la Tunisia ha disputato i Campionati mondiali del 2019 e tre edizioni dei Campionati africani (2013, 2017, 2021).